# Літцендрат

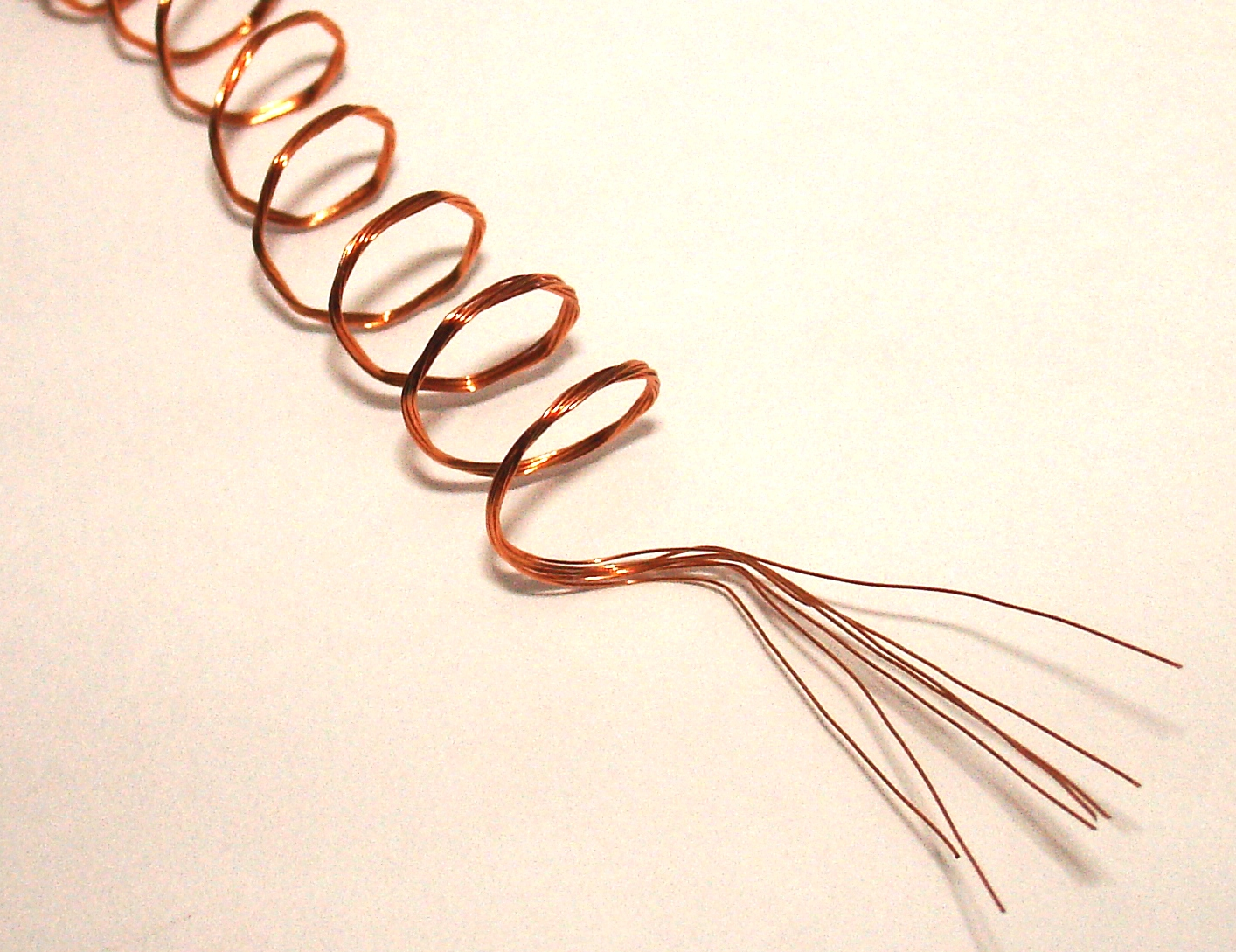
Літцендрат з 8-ми провідників

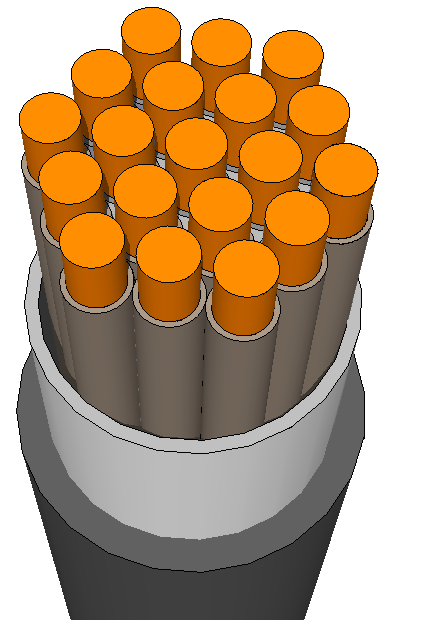
Літцендрат

Літцендра́т (нім. Litzen — пасмо та Draht — дріт, провід) — багатожильний електричний провід, кожна жила якого є покритою ізолюючим лаком. Застосовується для виготовлення котушок індуктивності високої добротності.
Висока добротність котушок індуктивності, намотаних літцендратом, обумовлена ефективнішим використанням сумарного перетину жил, які утворюють провід, так як змінний струм в провіднику тече переважно у поверхневому шарі (т. з. скін-ефект). Застосування літцендрату дозволяє зменшити масогабаритні параметри котушок індуктивності при збереженні або покращенні значень добротності і активного опору. Альтернативою до літцендрату є дріт з потрійною ізоляцією (англ. triple insulation wire), що збільшує відстань між провідниками у котушці за рахунок товщини ізоляції, що зменшує ефект близькості провідників (англ. proximity effect), ефект тієї ж природи, що і скін-ефект, але стосується струму у близько розташованих провідниках.
Літцендрат є відносно дорогим, його важче підготувати до паяння, ніж звичайні одножильні і багатожильні проводи. Тому є сенс застосовувати його у високочастотних котушках з відносно великим числом витків, наприклад, у коливальних контурах довго- і середньохвильової радіоапаратури, у високочастотних трансформаторах блоків живлення тощо. Коли число витків котушки (а, значить, і довжина проводу, і його активний опір) є невеликими, зазвичай використовують дешевший одножильний провід відносно великого перетину.
В аудіотехніці з літцендрату іноді виготовляють кабелі для міжблокових сполучень.
Літцендрат складається з пучка мідних емальованих провідників діаметром 0,05; 0,06; 0,07; 0,1 або 0,2 мм. Пучок обмотаний одним (ЛЭШО) або двома (ЛЭШД) шарами натурального шовку або шовку лавсан (відповідно марки ЛЭЛО та ЛЭЛД). Провід ЛЭПКО має обмотку з шовку капрон. Високочастотний провід ЛЭП має лише емалеве покриття окремих провідників шаром поліуретанового лаку. Провід ЛЭП і ЛЭПКО обслуговуються без попередньої зачистки емалі и без застосування допоміжних травильних складів.
Приклад маркування:
ЛЕШО 7 х 0,07 означає, що це літцендрат, складений з семи провідників в шовковому обплетені, діаметр дротів — 0,07 мм.